# Sarsameira parva
Sarsameira parva är en kräftdjursart som först beskrevs av Boeck 1872.  Sarsameira parva ingår i släktet Sarsameira och familjen Ameiridae. Arten är reproducerande i Sverige. Inga underarter finns listade i Catalogue of Life.